# Ефект Реннера — Теллера
Ефект Реннера — Теллера (рос. эффект Реннера — Теллера, англ. Renner — Teller effect) — розщеплення коливальних рівнів молекули на парні терми при вібраційному збудженні. Для нелінійних молекул він є ефект самопоглинання меншим, ніж ефект Яна — Теллера, який пов'язаний з непарними термами. У лінійних молекулярних частинках це єдина характеристика вібронних ефектів вироджених електронних станів.
Ефект описано 1934 року Карлом Реннером.